# Selección de fútbol de Cataluña
La selección de fútbol de Cataluña (en catalán: Selecció de futbol de Catalunya) es el equipo formado por jugadores catalanes que representa a la Federación Catalana de Fútbol (FCF). Dado que no es miembro de la FIFA ni del Comité Olímpico Internacional (COI), la selección absoluta catalana no puede participar en torneos oficiales, y solo disputa partidos amistosos no oficiales a nivel internacional. No obstante, en categorías inferiores participa en las competiciones oficiales que organiza la Federación Española de Fútbol, y desde 1999 la selección catalana amateur disputa la Copa de las Regiones de la UEFA.
A lo largo de su historia, el combinado catalán ha recibido otros nombres como federación catalana o selección de Barcelona, y durante varios años estuvo formada por un combinado de jugadores que procedían de equipos catalanes sin importar su nacionalidad. A partir de 1997, Cataluña pasa a seleccionar solo jugadores que hayan nacido en la comunidad autónoma, o residido la mayor parte de su vida en ella. Desde la década de 1990 existen movimientos políticos y sociales, encabezados por el gobierno de la Generalidad de Cataluña y diversas plataformas civiles, que reivindican el reconocimiento del combinado catalán como selección nacional y su participación en competiciones oficiales. En la actualidad existen iniciativas para lograr una internacionalización de la selección catalana, y existe una campaña para que la selección catalana pueda competir en los Juegos Olímpicos y la Copa Mundial de Fútbol.
En 2015 el Gobierno de Cataluña registró el nombre Liga Catalana de Fútbol Profesional (LCFP) en el Registro de Marcas, pensando en una futura independencia. La Federación Catalana de Fútbol ha intentado hasta tres intentos de registros de marca: Liga Catalana de Fútbol Profesional, Súper Copa de Catalunya de Fútbol y Liga de Fútbol de Catalunya. A su vez, un año después se dio a conocer que se cuadriplicaron las licencias de fútbol femenino en Cataluña en los últimos cinco años.
La selección absoluta masculina está dirigida desde 2013 por Gerard López.

## Historia

### Creación de la selección catalana

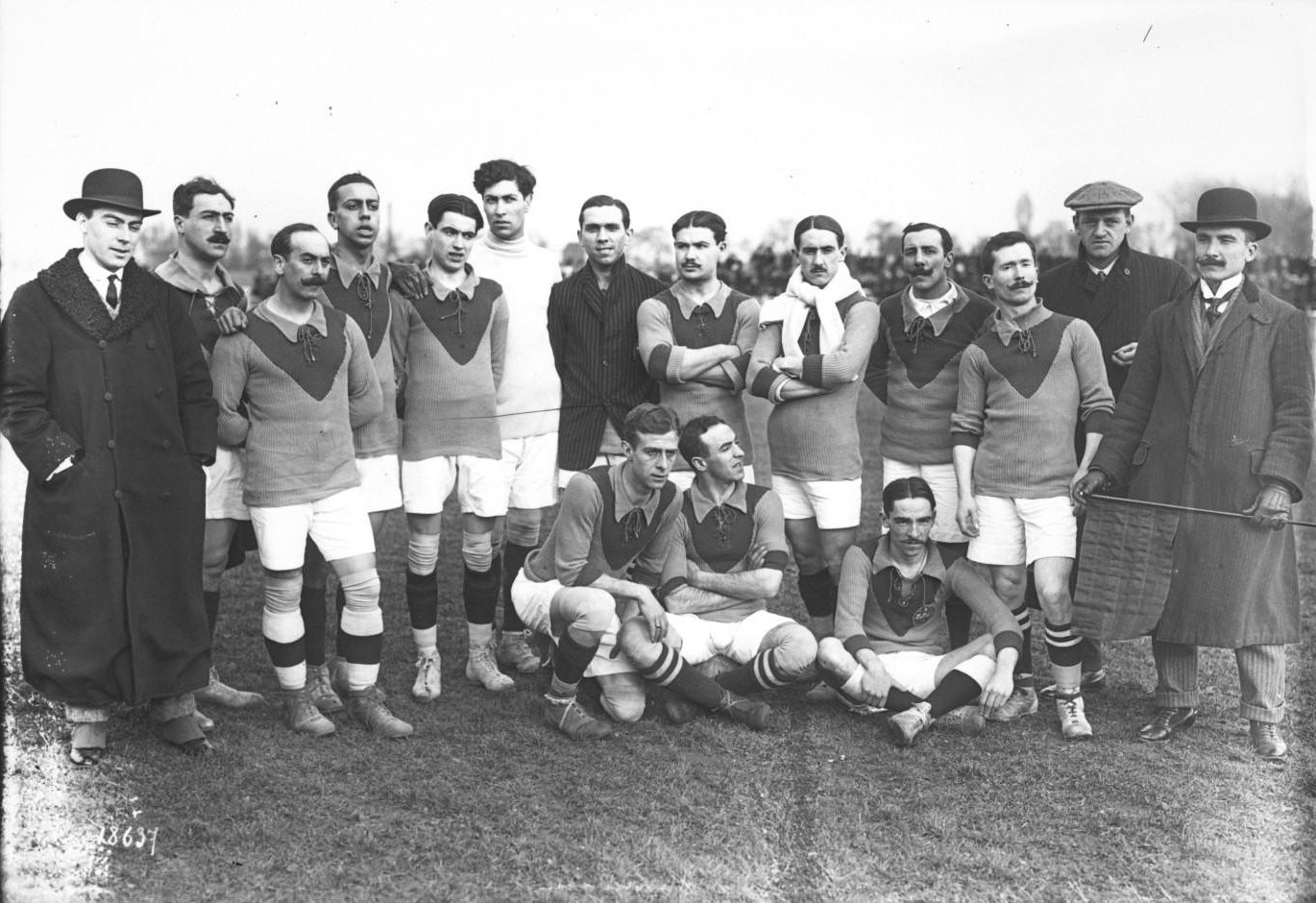
La selección de Cataluña antes de disputar un amistoso en 1912 frente a Francia.

El origen de la selección catalana viene a partir de la creación de la Asociación de Clubes de Football de Barcelona (actual Federación Catalana de Fútbol) en 1902. Dado que el fútbol era un deporte que acababa de comenzar a dar sus primeros pasos en España a finales del siglo XIX, no se sabe con certeza cuando fue el primer partido oficial de la selección catalana. La primera vez que se reunió a un combinado catalán y se tiene constancia de ello fue en febrero de 1904, cuando un grupo de futbolistas de equipos barceloneses se enfrentó ante un equipo inglés formado por marinos del buque Cleopatra. Dicho conjunto de interclubes disputó el 29 de mayo de 1904 un encuentro ante el R. C. D. Espanyol, en un choque que algunas fuentes consideran el primero como selección. Otro partido destacado tuvo lugar en 1910, cuando en un torneo entre combinados provinciales el equipo Federación Catalana se enfrentó a la selección de París, su primer rival extranjero.
No obstante, el primer partido internacional de la selección catalana fue en 1912, cuando la Federación se llamaba Football Associació Catalana. El partido amistoso, disputado en París el 20 de febrero de 1912 ante Francia, se saldó con una derrota por 7 a 0 y fue criticado con dureza por la prensa local. La ciudad de Barcelona albergó la revancha el 1 de diciembre del mismo año, y en dicho encuentro Cataluña logró vencer al combinado galo por 1 a 0, gol de La Riva.

### Desarrollo del combinado
En 1920 nació la selección de fútbol de España, con el objetivo de representar a todo el país en los Juegos Olímpicos de Amberes, y que más tarde se convirtió en la selección oficial de España. Sin embargo, Cataluña continuó disputando partidos de carácter amistoso, y durante la década de 1920 jugó varios campeonatos estatales y giras internacionales por países como Suiza o Chile. El 13 de marzo de 1924, Cataluña se enfrentó ante España por primera vez en su historia, con una derrota por 0 a 7. La selección catalana estuvo formada por jugadores que procedían de clubes de la región, mientras que por España jugaron futbolistas catalanes como Ricardo Zamora y José Samitier.
El primer y único encuentro oficial fue el partido frente al club Boca Juniors en su gira por Europa en 1925 ya que la Asociación del Fútbol Argentino oficializó los partidos de la gira y el entregó un título de honor. El equipo argentino ganó por 2 a 0.

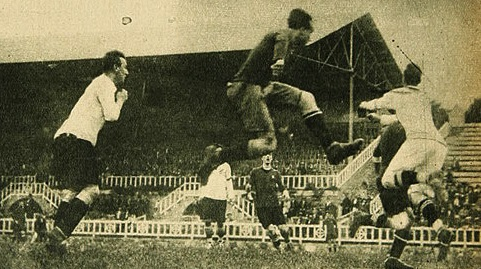
La selección de Cataluña ante Colo-Colo de Chile, en un amistoso el 9 de junio de 1927.

Su primer partido tras la proclamación de la Segunda República española fue, con un combinado formado por jugadores de equipos barceloneses, el 4 de junio de 1931 ante un conjunto de jugadores de Praga (Checoslovaquia). En esa época, la Federación española concede a la catalana una cierta autonomía para organizar campeonatos propios, y surgen otras selecciones regionales contra las que pueden jugar. Durante el período republicano, Cataluña llegó a jugar dos veces frente a Brasil. La primera fue el 17 de junio de 1934 en Les Corts, con victoria por 2 a 1, mientras que la segunda fue un empate 2 a 2 en Gerona.
La selección catalana continuaría desarrollando una actividad testimonial durante la guerra civil española. Debido a que los campeonatos profesionales de fútbol se habían paralizado en todo el país, el combinado catalán jugó partidos benéficos en favor del bando republicano. En aquellas fechas debutó Francisco Betancourt Cocinero, jugador español, de padre cubano (Santiago de Cuba) y madre española (catalana de Arbós) y considerado como el primer futbolista de raza negra del equipo.

### La selección durante la dictadura
Cuando Francisco Franco llegó al poder, la selección catalana pasó a un segundo plano. Con la centralización del sistema político, se desechó cualquier posibilidad de reivindicar la posibilidad de que Cataluña jugara de forma independiente. En esos momentos, el combinado a cargo de la Federación pasa a llamarse Selección de Barcelona en los pocos partidos internacionales que disputó, mientras que en partidos regionales mantuvo el nombre de Cataluña.
La actividad del equipo no cesó durante la dictadura, y en algunos momentos se dieron situaciones curiosas. Un ejemplo fue el 21 de marzo de 1948, cuando la selección condal formada por jugadores de Barcelona (F. C. Barcelona y R. C. D. Espanyol) se enfrentó a un combinado catalán formado por futbolistas del resto de equipos de la zona, que jugó como Resto de Cataluña. El 23 de febrero de 1950, para jugar frente al San Lorenzo de Almagro, se formó un combinado mixto de jugadores de Cataluña y la región de Valencia: la selección catalano-valenciana. Meses más tarde, entre el 8 y 10 de abril, participa como combinado catalán en el Torneo Internacional de Pascua, de índole benéfico, junto a Universidad Católica de Chile y F. C. Saarbrücken de Alemania.
Durante esos años también se da un hecho histórico. El 26 de enero de 1955, en un partido benéfico ante el Bolonia F. C., la selección de Barcelona logró una victoria por 6 a 2. En aquel equipo jugaron juntos Alfredo Di Stéfano y Ladislao Kubala. Un año después, Di Stéfano jugaría con la camiseta del Real Madrid ante la selección de Barcelona.

### Cataluña durante la vuelta a la democracia

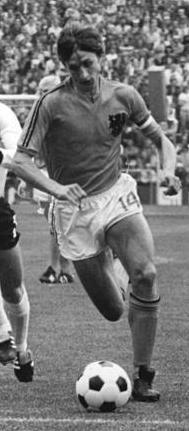
Johan Cruyff jugó en 1976 un partido con Cataluña.

Tras varios años sin actividad regular, la selección de Cataluña volvió a jugar con su denominación habitual, en un amistoso el 9 de junio de 1976 ante la Unión Soviética (bajo la denominación de «selección de Moscú») en el Camp Nou, que terminó 1 a 1. En dicho encuentro, la selección seguía estando formada por un combinado de jugadores de equipos catalanes, en este caso el F. C. Barcelona y el R. C. D. Espanyol. Por ello, jugadores como Johan Cruyff o Johan Neeskens (autor del gol) vistieron la camiseta catalana a pesar de no haber nacido allí.
A partir de ese momento, la selección de Cataluña se concentraría de forma excepcional para determinados actos. El 26 de diciembre de 1990, los jugadores del F. C. Barcelona y el R. C. D. Espanyol volvieron a formar un combinado, entrenado por Kubala, para disputar un partido ante el C. E. Sabadell en homenaje a las víctimas de un atentado terrorista de ETA en esa localidad. Las otras dos ocasiones fueron en 1993, frente a un combinado de estrellas de la liga española para homenajear a Kubala, y en 1995 frente al propio F. C. Barcelona en Tarragona. Dicho encuentro fue el primero de Pichi Alonso como entrenador.

### Celebración de un partido anual (desde 1997)

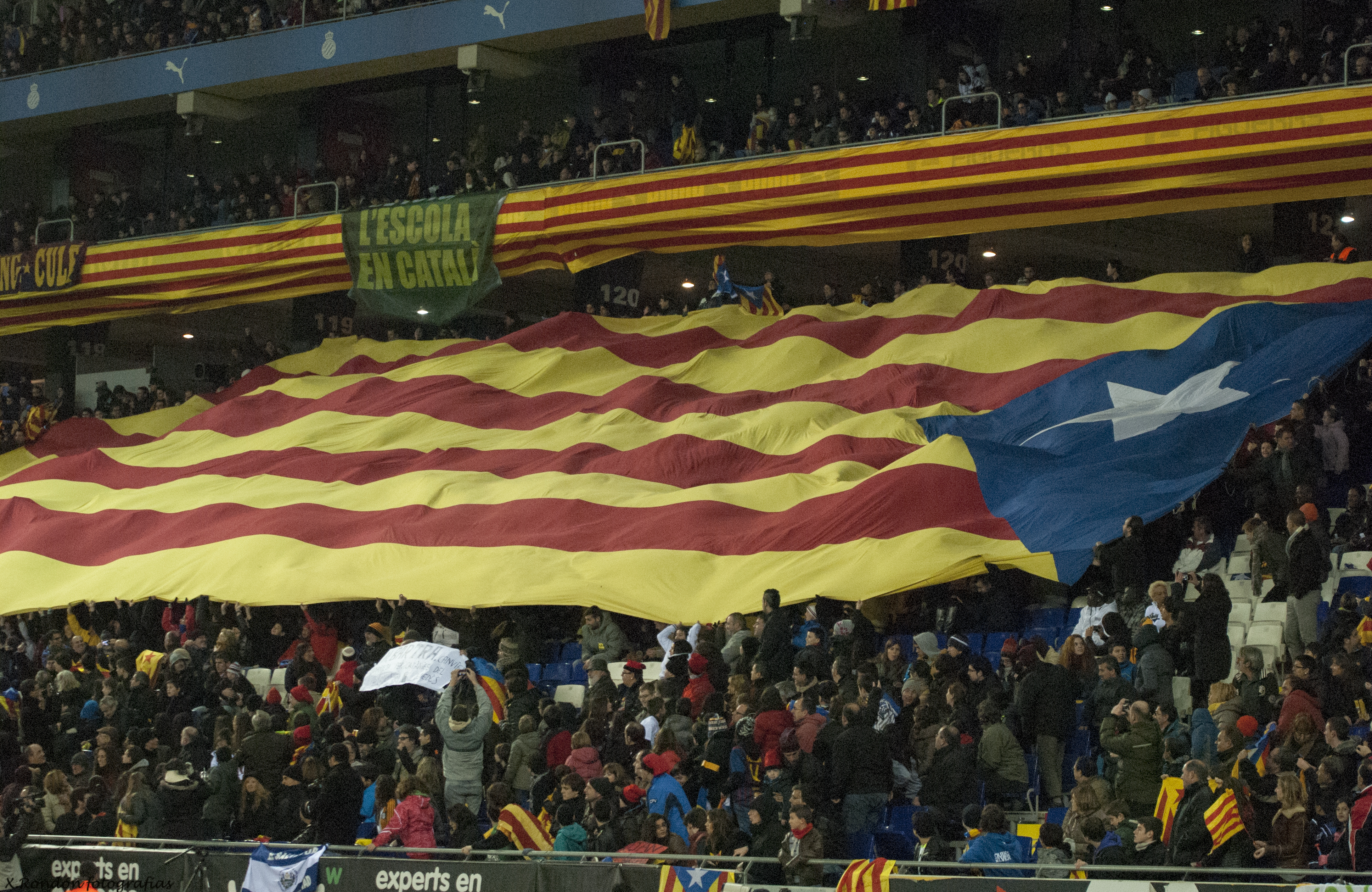
Afición catalana en el RCDE Stadium de Cornellá de Llobregat (Barcelona), durante un amistoso ante Nigeria.

A partir de 1997, y siguiendo los pasos que la selección de fútbol del País Vasco llevaba haciendo desde 1993, la Federación catalana decide dar un paso adelante para consolidar su selección y tratar de pedir la oficialidad, con la celebración de un partido anual en las fechas próximas a la Navidad frente a una selección internacional. Dicha medida fue apoyada por deportistas como Pep Guardiola, por entonces jugador del F. C. Barcelona. El combinado pasó a estar formado por los principales jugadores naturales o que hayan residido más de diez años en Cataluña (caso de Jordi Cruyff), y contó con el respaldo de la Generalidad de Cataluña, presidida entonces por Jordi Pujol.
A pesar de que la Federación contó con el frontal rechazo de mandatarios como Jesús Gil, presidente del Atlético de Madrid, Cataluña pudo sacar adelante su partido gracias a jugadores procedentes de los principales equipos catalanes y otros como el Real Madrid, quien cedió a Dani García. El primer partido de estas características se disputó ante la selección de Bulgaria, con un resultado de 1 a 1. Dicho encuentro se celebró el 23 de diciembre en el Olímpico de Montjuïc, y acudieron cerca de 35 000 espectadores.
Un año después, en las mismas fechas navideñas debido al apretado calendario de la liga española, el número de selecciones autonómicas aumentó y Cataluña volvió a jugar, en esta ocasión ante selección nigeriana, el 22 de diciembre de 1998. El resultado fue una victoria por 5 a 0 ante 54 000 espectadores, y durante ese año se constituyen iniciativas como la Plataforma Pro Seleccions Esportives Catalanes para reclamar la presencia de Cataluña como selección internacional en todos los deportes, dentro de un contexto en el que las formaciones nacionalistas PNV y CiU solicitaron la oficialidad de las selecciones de País Vasco y Cataluña.
Finalmente, el 28 de julio de 1999, el Parlamento de Cataluña aprobó una proposición de ley que permitía que las selecciones catalanas pudieran solicitar su ingreso en las distintas organizaciones mundiales de cada deporte para poder disputar campeonatos internacionales. Desde entonces, la Federación trató de que la selección de fútbol catalana fuera reconocida internacionalmente, algo que no consiguió en torneos profesionales absolutos. Ese mismo año, una selección catalana de carácter amateur comenzó a disputar la Copa de las Regiones de la UEFA, un torneo en el que las federaciones de fútbol envían formaciones no profesionales que representan a regiones de cada país adscrito a la UEFA.

### Búsqueda de la oficialidad

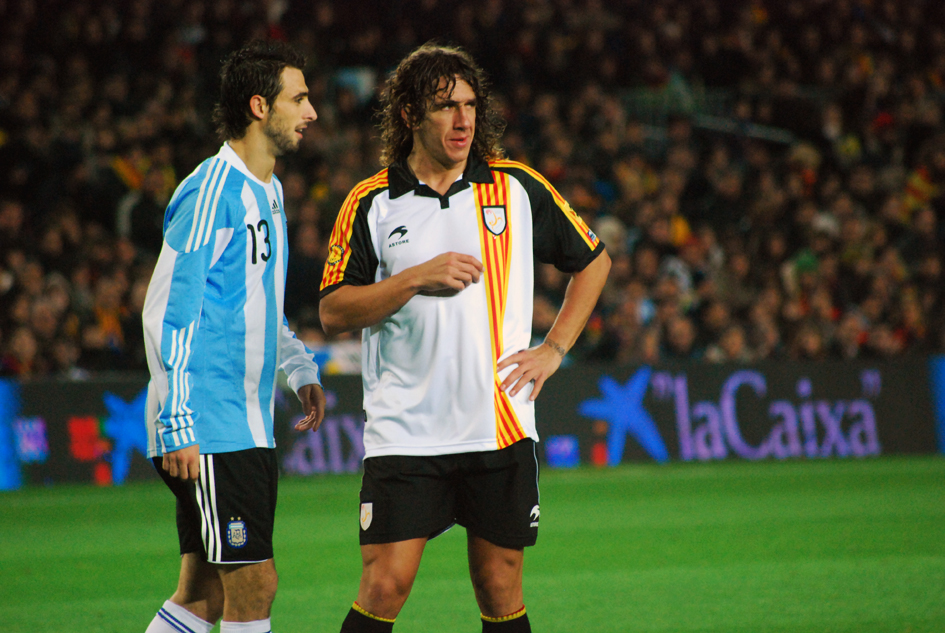
Imagen de un amistoso entre Cataluña y Argentina. Si bien desde los 90 existen movimientos políticos y sociales que piden el reconocimiento del seleccionado catalán y su participación en competiciones oficiales, no integra la FIFA y la mayoría de sus partidos son amistosos.

La selección catalana traslada su sede al Camp Nou en 1999, y durante varios años mantendría el partido anual frente a selecciones internacionales como Lituania (5-0), Chile (1-0) China (2-0). Cuando la situación comenzó a ser rutinaria, la Federación catalana trató de captar la atención del público con un doble compromiso frente a la selección de Brasil, que por entonces estaba liderada por Ronaldinho. El primer partido se celebró en 2002, y a pesar de saldarse con una derrota por 1 a 3, fue positivo para Cataluña al reunir a casi 98 000 espectadores. En el segundo encuentro, disputado en 2004, Cataluña encajó una goleada por 2 a 5.
Ese mismo año, tras perder 0 a 3 frente a la selección argentina, Pichi Alonso dimitió como seleccionador de Cataluña por desavenencias con la Federación catalana, declaró que «se había agotado un ciclo» y afirmó que la fórmula del partido amistoso anual estaba «agotada». Tras las elecciones en la junta de la Federación catalana, el elegido para ocupar el cargo fue Pere Gratacós, quien procedía del filial del F. C. Barcelona e introdujo novedades, como convocar a un futbolista representante del fútbol amateur en cada partido.
Durante esos años se mantiene el partido anual, contra selecciones latinoamericanas, pero en 2006 la selección celebra dos partidos: en mayo, ante Costa Rica (2-0), y en octubre ante el País Vasco (2-2). Este último encuentro mantuvo un fuerte carácter reivindicativo, en el que ambas selecciones pidieron su reconocimiento oficial bajo el lema Una nación, una selección. El choque se repitió en Bilbao un año después, y fue el primero que Cataluña disputó fuera de su territorio en 34 años.
En 2007, la Federación catalana quiso organizar un encuentro ante Estados Unidos el 14 de octubre, un día después de un partido de la selección española frente a Dinamarca. Sin embargo, la Real Federación Española de Fútbol no autorizó el encuentro alegando un acuerdo entre las federaciones autonómicas y la Liga de Fútbol Profesional para que los partidos se disputen en Navidades.
La asistencia de público a los partidos se redujo de forma notoria, y varios equipos internacionales se negaron a ceder a sus jugadores catalanes debido a que las fechas coincidían con partidos de sus ligas, caso de Cesc Fàbregas en el Arsenal F. C. Ante la pérdida de interés por los amistosos, el organismo planteó la creación un torneo de las naciones, que contaría con la participación de varias selecciones y se disputaría en fechas reservadas para partidos de la FIFA. Sin embargo, esa opción no se llevó a cabo tras el relevo en los cargos de la Federación y la marcha de Gratacós como seleccionador.
El 11 de noviembre de 2009, con atención e interés por parte de los medios de comunicación, se presenta a Johan Cruyff como nuevo seleccionador catalán, siendo designado Óscar García, entrenador de la selección catalana sub-18, como asistente. Ese mismo año se anunció la creación del Trofeo Catalunya Internacional, con el que la Federación catalana busca reemplazar la fórmula del amistoso anual, con la posibilidad de abrirse a más países a medio plazo. La primera edición se celebró ante Argentina el 22 de diciembre de ese año, y Cataluña venció por 4 a 2 a la selección dirigida entonces por Diego Armando Maradona.
Este torneo volvió a jugar en 2010. El 3 de enero de 2013 la selección catalana celebró un amistoso frente a Nigeria que se saldó con un empate a uno. El 30 de diciembre de 2013, Cataluña disputó un partido contra Cabo Verde, que terminó con un triunfo de 4 a 1.
Tras, el duelo contra Cabo Verde, se disputaron dos juegos amistosos contra la selección vasca. El primero de ellos, se celebró el 28 de diciembre de 2014 en San Mamés, el juego finalizó con un empate a un gol. El segundo partido se jugó el 26 de diciembre de 2015 en el Camp Nou, finalizando en un triunfo del seleccionado vasco por 0 a 1.
El 28 de diciembre de 2016 se retomaron los partidos internacionales, al disputar un partido contra Túnez, que acabó con victoria para los tunecinos en la tanda de penaltis después de un empate a tres, siendo además, el primer partido disputado en Gerona desde el establecimiento de los partidos anuales. El 25 de marzo de 2019 se disputó un juego contra Venezuela, que resultó en un triunfo por 2 a 1 en favor de Cataluña.
En 2012 la selección logró proclamarse por primera vez campeona de la fase estatal de la Copa de las Regiones UEFA, al imponerse en la final a la selección asturiana (1-2), logrando así el cupo en la competición continental.

## Estadio
La selección de Cataluña ha usado comúnmente como sus sedes los estadios de Camp de Les Corts, Estadio Olímpico Lluís Companys y el estadio Camp Nou. Ocasionalmente la selección ha disputado algunos partidos fuera de Barcelona, siendo el estadio de Montilivi de Gerona el más utilizado en el interior de Cataluña, aunque también ha llegado jugar en otros escenarios como La Nova Creu Alta de Sabadell, el Olímpico de Tarrasa o el estadio de Cornellá-El Prat.

## Uniforme

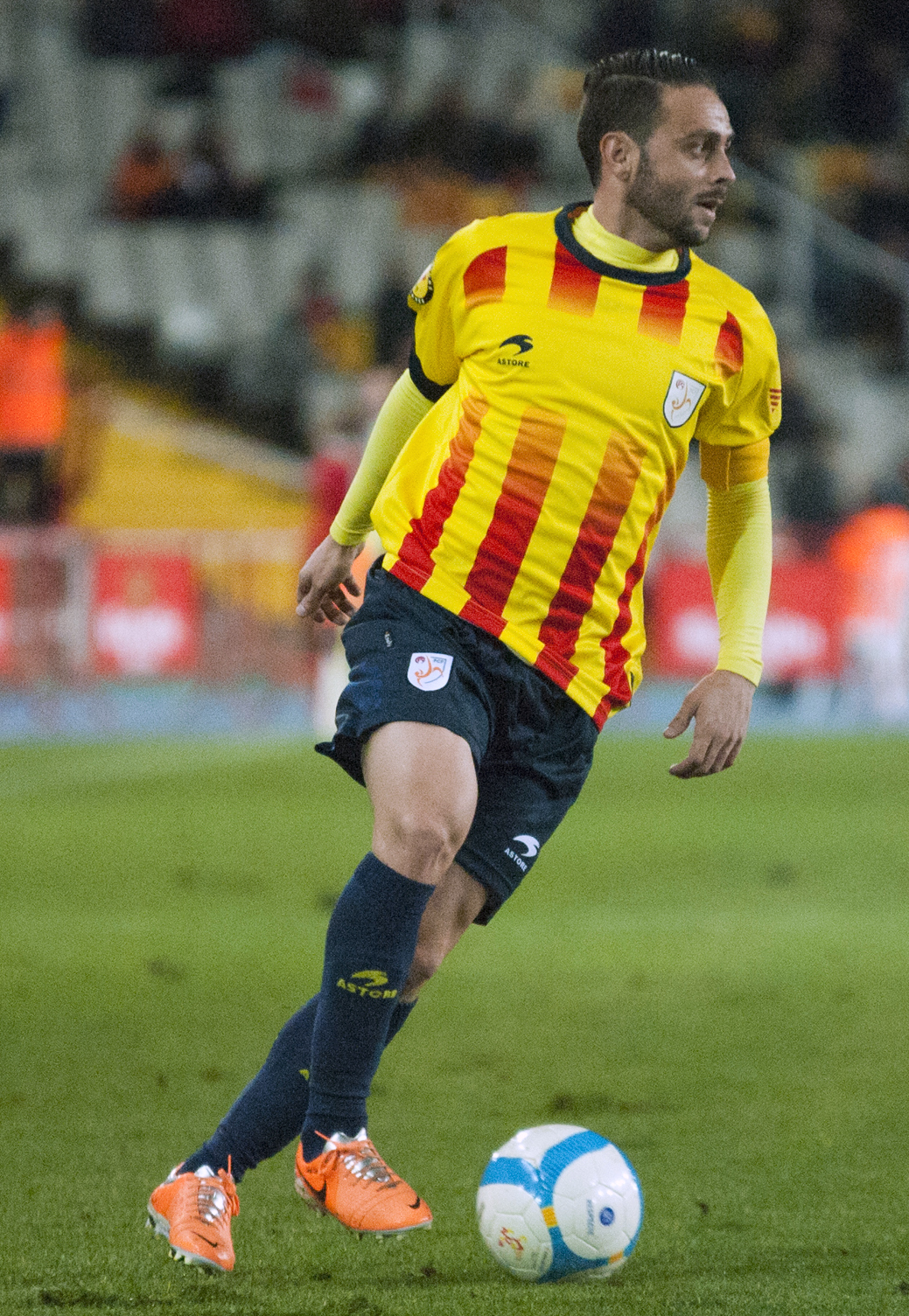
Actual uniforme de la selección de Cataluña.

- Uniforme titular: Camiseta amarilla con franjas rojas, pantalón y medias rojas.
- Uniforme alternativo: Camiseta roja con detalles y mangas azules, pantalón y medias rojas.

A lo largo de su historia, la selección catalana ha cambiado varias veces de equipación sin mantener un patrón fijo. En sus primeros años de vida y hasta la muerte de Franco, Cataluña jugó con camiseta blanca y pantalón negro. A partir de 1976 se añade una franja vertical con la señera catalana, y dicho uniforme se mantiene hasta 1997.
A partir de la celebración del partido anual, Cataluña dispone de múltiples equipaciones distintas entre sí de las marcas Meyba (española) y Lotto (italiana). En 1997 la señera pasa a ocupar todo el pecho, y ese kit se mantiene hasta 1999, cuando la señera va a los laterales y el pecho vuelve a ser blanco. En 2000 se renueva el uniforme, que pasa a ser camiseta blanca con laterales azules, pantalón azul y medias blancas. Este se mantuvo tres años, hasta que la Federación decide utilizar la hasta entonces segunda equipación: un uniforme azul con detalles en amarillo.
En 2007 se trató de estandarizar un conjunto, y la marca alemana Puma fabricó una equipación negra para los partidos en casa y amarilla cuando ejerciera de visitante. En 2009 cambia de marca y pasa a ser equipado por la vasca Astore, y como homenaje a Johan Cruyff, Cataluña utilizó una camiseta exclusiva inspirada en la equipación de 1976 para el partido frente a Argentina. En 2010 se recuperaron motivos alegóricos, como la cruz de San Jorge y la señera en las equipaciones.
Entre 2014 y 2018, la equipación fue patrocinada por la marca estadounidense Pony. Entre 2018 y 2020 se utilizó la marca Futcat. A partir de 2020 la equipación es patrocinada por la compañía alemana Adidas.
| Primera equipación | (Ver evolución) | Equipación actual |

### Proveedores
| Periodo de temporadas del acuerdo | Proveedor deportivo oficial |
| --------------------------------- | --------------------------- |
| 1900-1989                         | Ninguno                     |
| 1990                              | Meyba                       |
| 1990                              | Munich                      |
| 1993                              | Lotto                       |
| 1995                              | Meyba                       |
| 1997-2008                         | Puma                        |
| 2009-2013                         | Astore                      |
| 2014-2018                         | Pony                        |
| 2019                              | Futcat                      |
| 2020-presente                     | Adidas                      |

## Jugadores

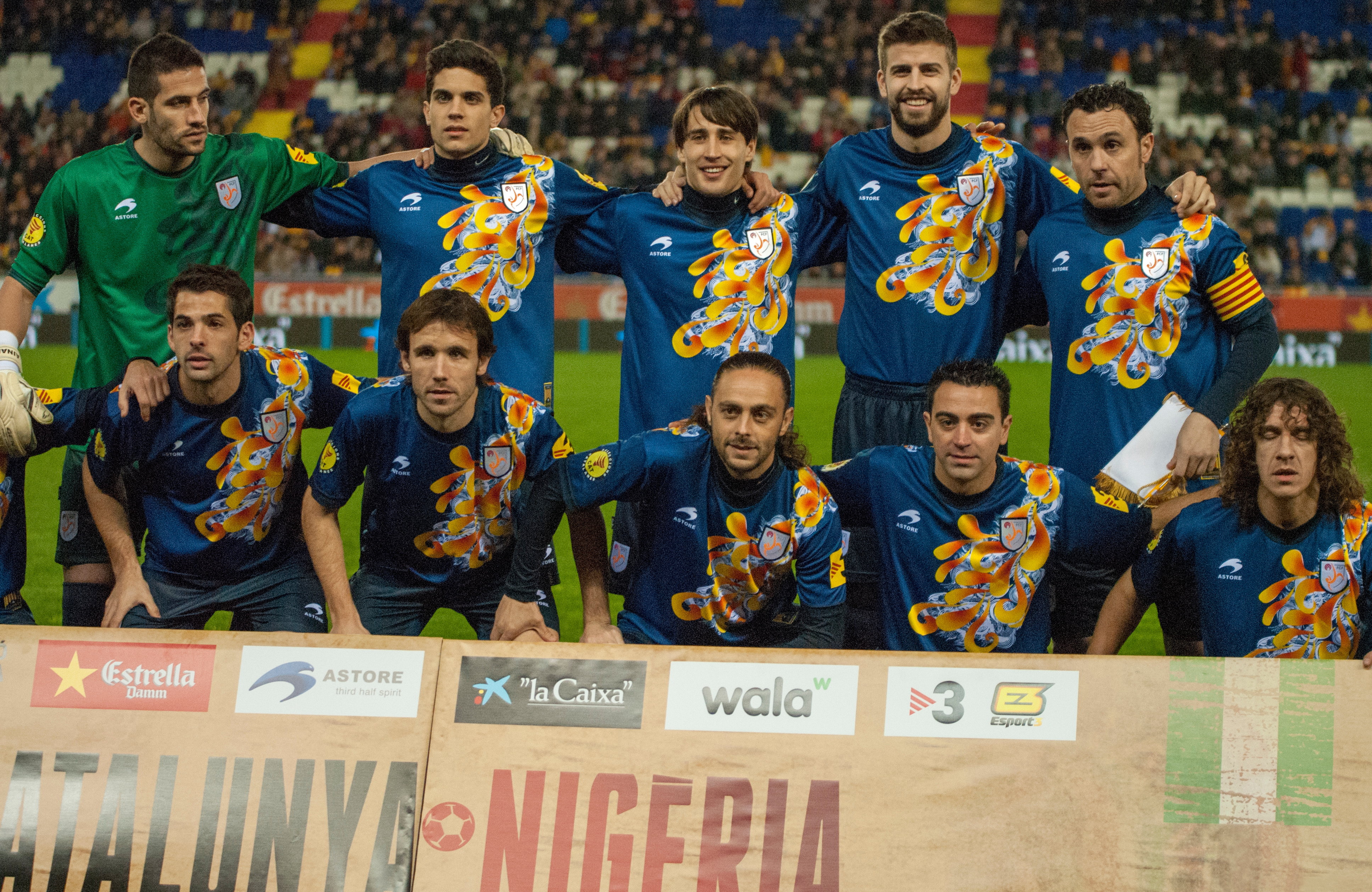
Selección de fútbol de Cataluña en 2013.

La selección actualmente la conforman los mejores jugadores nacidos en Cataluña o que hayan adquirido la residencia natural en la comunidad (caso de Jordi Cruyff). Sin embargo, esto no fue siempre así, ya que desde su origen en 1904 y hasta 1997, el combinado estaba formado por jugadores que, independientemente de su nacionalidad, jugaban en conjuntos catalanes de equipos de Barcelona, y posteriormente de otras provincias de la comunidad. Por ello, jugadores españoles que no eran catalanes como Luis Suárez, Guillermo Amor, Andrés Iniesta, Alfredo Di Stéfano o Pepe Reina y otros internacionales como Ladislao Kubala, Alejandro Morera Soto, Carlos Caszely, Johan Neeskens, Johan Cruyff o Hristo Stoichkov entre otros, han vestido la camiseta de Cataluña.

### Últimos convocados
Los siguientes jugadores han sido convocados el 28 de mayo de 2025, con motivo de un encuentro amistoso frente a la Selección de Costa Rica en el Estadio Johan Cruyff de Sant Joan Despí.
| #  | Nombre         | Posición       | Edad    | Partidos | Goles | Club                       |
| -- | -------------- | -------------- | ------- | -------- | ----- | -------------------------- |
| 1  | Dani Cárdenas  | Portero        | 28 años | 2        | 0     | Rayo Vallecano             |
| 13 | Joan García    | Portero        | 24 años | 1        | 0     | R. C. D. Espanyol          |
| 2  | Adrià Altimira | Defensa        | 24 años | 1        | 0     | C. D. Leganés              |
| 3  | Eric García    | Defensa        | 24 años | 2        | 0     | F. C. Barcelona            |
| 4  | Arnau Martínez | Defensa        | 22 años | 2        | 0     | Girona F. C.               |
| 5  | David López    | Defensa        | 35 años | 2        | 0     | Girona F. C.               |
| 7  | Àlex Moreno    | Defensa        | 31 años | 2        | 0     | Nottingham Forest F. C.    |
| 15 | Mika Mármol    | Defensa        | 23 años | 2        | 0     | Unión Deportiva Las Palmas |
| 22 | Sergi Cardona  | Defensa        | 25 años | 2        | 0     | Villarreal C. F.           |
| 6  | Oriol Romeu    | Centrocampista | 33 años | 4        | 0     | Girona F. C.               |
| 8  | Edu Expósito   | Centrocampista | 28 años | 1        | 0     | R. C. D. Espanyol          |
| 10 | Sergio Gómez   | Centrocampista | 24 años | 2        | 0     | Real Sociedad              |
| 11 | Carles Aleñá   | Centrocampista | 27 años | 3        | 2     | Deportivo Alavés           |
| 14 | Aleix García   | Centrocampista | 27 años | 2        | 0     | Bayer Leverkusen           |
| 16 | Ramón Terrats  | Centrocampista | 24 años | 2        | 0     | Getafe C. F.               |
| 17 | Jofre Carreras | Centrocampista | 23 años | 1        | 0     | R. C. D. Espanyol          |
| 20 | Pol Lozano     | Centrocampista | 25 años | 1        | 0     | R. C. D. Espanyol          |
| 9  | Ferran Jutglà  | Delantero      | 26 años | 3        | 2     | Club Brujas                |
| 18 | Pau Víctor     | Delantero      | 23 años | 2        | 0     | F. C. Barcelona            |
| 19 | Keita Baldé    | Delantero      | 30 años | 2        | 0     | A. C. Monza                |
| 21 | Antoniu Roca   | Delantero      | 22 años | 1        | 1     | R. C. D. Espanyol          |

### Recientemente convocados
Los jugadores que han sido convocados desde 2014.
| #  | Nombre                 | Posición       | Edad    | Partidos | Goles | Club                      |
| -- | ---------------------- | -------------- | ------- | -------- | ----- | ------------------------- |
|    | Víctor Valdés          | Portero        | 43 años | 12       | 0     | Retirado                  |
| 13 | Pau López              | Portero        | 30 años | 1        | 0     | Deportivo Toluca          |
|    | Édgar Badía            | Portero        | 33 años | 3        | 0     | C. D. Tenerife            |
|    | Jordi Codina           | Portero        | 43 años | 4        | 0     | Retirado                  |
| 13 | Kiko Casilla           | Portero        | 38 años | 5        | 0     | Sin equipo                |
|    | Arnau Tenas            | Portero        | 24 años | 0        | 0     | Paris Saint-Germain F. C. |
|    | Martín Montoya         | Defensa        | 34 años | 5        | 0     | Aris Salónica             |
|    | Gerard Piqué           | Defensa        | 38 años | 9        | 0     | Retirado                  |
|    | Héctor Bellerín        | Defensa        | 30 años | 0        | 0     | Real Betis                |
|    | Joan Capdevila         | Defensa        | 47 años | 10       | 0     | Retirado                  |
|    | Marc Bartra            | Defensa        | 34 años | 8        | 0     | Real Betis                |
|    | Jordi Amat Maas        | Defensa        | 33 años | 2        | 0     | Johor Darul Takzim FC     |
|    | Raúl Rodríguez Navarro | Defensa        | 37 años | 1        | 0     | Retirado                  |
|    | Marc Muniesa           | Defensa        | 33 años | 1        | 0     | Al-Shahaniya S. C.        |
|    | Sergio Juste           | Defensa        | 33 años | 1        | 0     | C. E. L'Hospitalet        |
|    | Marc Valiente          | Defensa        | 38 años | 1        | 0     | Retirado                  |
|    | Andreu Fontàs          | Defensa        | 35 años | 3        | 0     | Retirado                  |
|    | Brian Oliván           | Defensa        | 31 años | 1        | 0     | R. C. D. Espanyol         |
|    | Edgar González         | Defensa        | 28 años | 1        | 0     | U. D. Almería             |
|    | Marc Pubill            | Defensa        | 21 años | 0        | 0     | U. D. Almería             |
|    | Óscar Mingueza         | Defensa        | 26 años | 1        | 0     | R. C. Celta de Vigo       |
|    | Marc Cucurella         | Defensa        | 26 años | 1        | 0     | Chelsea F. C.             |
|    | Salva Ferrer           | Defensa        | 27 años | 1        | 0     | Spezia Calcio             |
|    | Sergi Gómez            | Defensa        | 33 años | 1        | 0     | R. C. D. Espanyol         |
|    | Cesc Fàbregas          | Centrocampista | 38 años | 3        | 0     | Retirado                  |
|    | Sergio Tejera          | Centrocampista | 35 años | 1        | 0     | APOEL Nicosia             |
|    | Jordi Xumetra          | Centrocampista | 39 años | 1        | 0     | Retirado                  |
|    | Oriol Rosell           | Centrocampista | 32 años | 1        | 0     | Sin equipo                |
|    | Isaac Cuenca           | Centrocampista | 34 años | 1        | 0     | Retirado                  |
|    | Víctor Sánchez         | Centrocampista | 37 años | 3        | 0     | Retirado                  |
|    | Xavi Hernández         | Centrocampista | 45 años | 11       | 2     | Retirado                  |
| 12 | Sergi Samper           | Centrocampista | 30 años | 1        | 0     | Motor Lublin              |
|    | Rubén Alcaraz          | Centrocampista | 34 años | 1        | 0     | Cádiz C. F.               |
|    | Álex Collado           | Centrocampista | 26 años | 1        | 0     | Al-Kholood                |
|    | Riqui Puig             | Centrocampista | 25 años | 3        | 0     | Los Angeles Galaxy        |
| 6  | Gerard Gumbau          | Centrocampista | 30 años | 1        | 0     | Rayo Vallecano            |
| 8  | Joan Jordán            | Centrocampista | 30 años | 1        | 0     | Deportivo Alavés          |
| 14 | Joan González          | Centrocampista | 23 años | 0        | 0     | U. S. Lecce               |
| 16 | Sergi Altimira         | Centrocampista | 23 años | 0        | 0     | Real Betis                |
| 21 | Marc Roca              | Centrocampista | 28 años | 1        | 0     | Real Betis                |
| 7  | Marc Cardona           | Delantero      | 29 años | 2        | 0     | U. D. Las Palmas          |
|    | Ferrán Corominas       | Delantero      | 42 años | 8        | 1     | Retirado                  |
| 9  | Bojan Krkić            | Delantero      | 34 años | 7        | 6     | Retirado                  |
| 22 | Cristian Tello         | Delantero      | 33 años | 2        | 0     | Al-Orobah FC              |
|    | Oriol Riera            | Delantero      | 38 años | 1        | 1     | Retirado                  |
| 11 | Jonathan Soriano       | Delantero      | 39 años | 5        | 1     | Retirado                  |
| 17 | Gerard Deulofeu        | Delantero      | 31 años | 1        | 0     | Sin equipo                |
|    | Javi Puado             | Delantero      | 27 años | 2        | 2     | R. C. D. Espanyol         |
|    | Jastin García          | Delantero      | 21 años | 0        | 0     | Girona F. C.              |

### Más apariciones

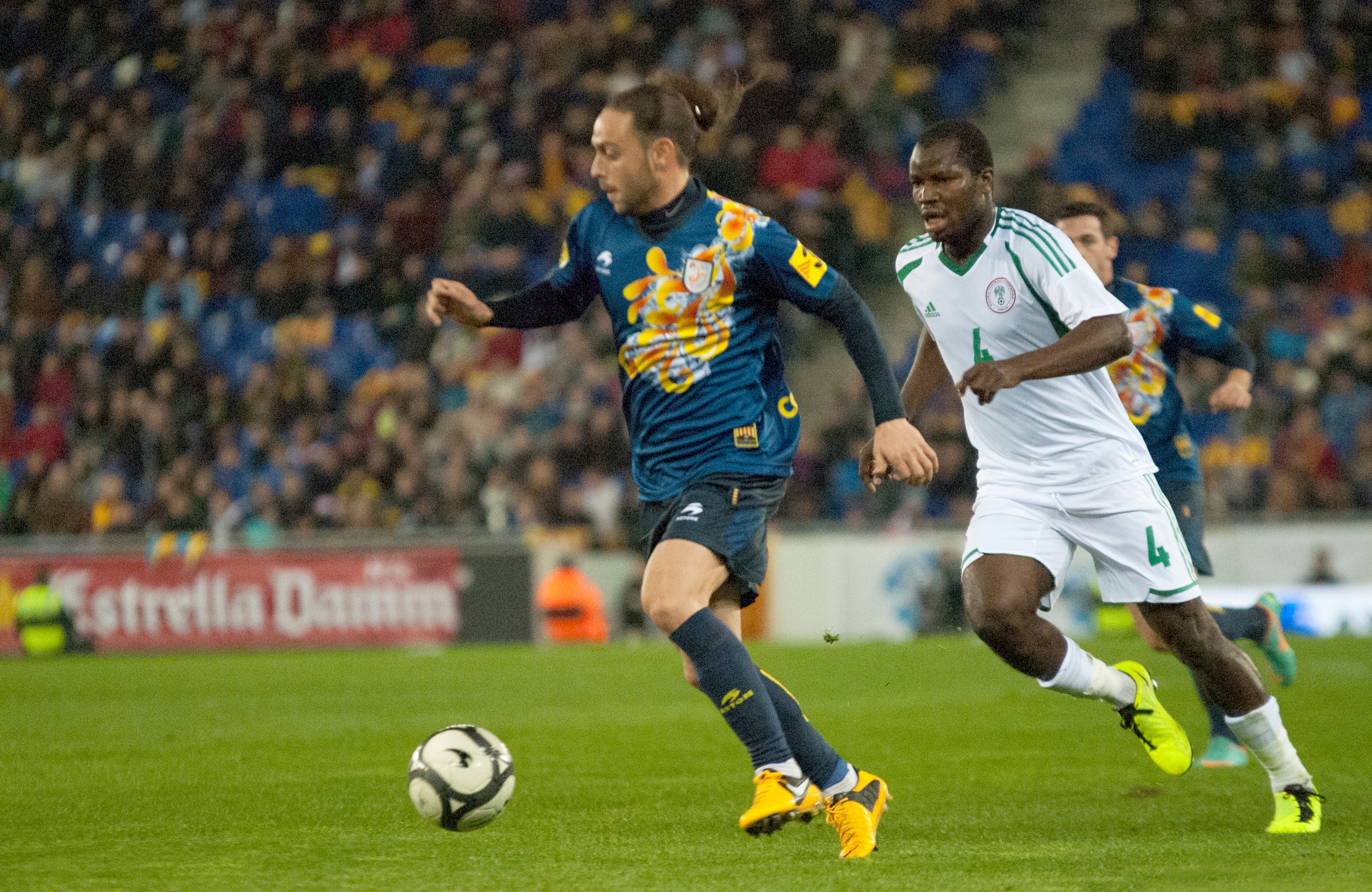
Sergio García es quien ha vestido más veces la camiseta de la selección de Cataluña.

El jugador que más veces ha sido convocado con la selección es Sergio García, hasta en 16 ocasiones. Seguido de Sergio González con 15 juegos.
| Nombre          | Posición       | Partidos | Periodo     |
| --------------- | -------------- | -------- | ----------- |
| Sergio García   | Delantero      | 16       | 2003 - 2021 |
| Sergio González | Centrocampista | 15       | 1999 - 2013 |
| Víctor Valdés   | Portero        | 12       | 2001 - 2014 |
| Xavi Hernández  | Centrocampista | 11       | 1998 - 2019 |
| Joan Capdevila  | Defensa        | 10       | 2002 - 2013 |

### Máximos goleadores
| Nombre        | Posición  | Goles | Periodo     |
| ------------- | --------- | ----- | ----------- |
| Sergio García | Delantero | 9     | 2003 - 2021 |
| Bojan Krkić   | Delantero | 7     | 2008 - 2023 |

## Entrenadores

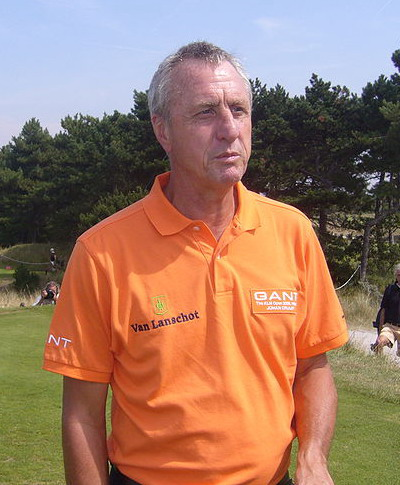
Johan Cruyff entrenó a Cataluña desde 2009 hasta 2013.

El primer entrenador que tuvo el combinado catalán fue José L. Lasplazas, periodista de Mundo Deportivo. Lasplazas ocupó el cargo desde 1941 hasta 1971, pero generalmente solo ejercía de seleccionador, de modo que otro técnico dirigía los partidos desde el banquillo. Desempeñaron esta función Domènec Balmanya, Salvador Artigas o Pasieguito, entre otros.
Con la marcha de Lasplazas, Cataluña dejó de tener un seleccionador fijo. Ocuparon ese cargo José Santamaría (1973), José Gonzalvo (1976), Ladislao Kubala (1990) y un dúo formado por Carles Rexach y Josep Maria Fusté (1993).
Fue a partir de 1995 cuando la selección pasó a tener un entrenador fijo, el valenciano Pichi Alonso. El técnico ocupó el cargo durante diez años seguidos, y llegó a compaginarlo con la dirección deportiva en sus dos últimas temporadas. Tras la marcha de Alonso Pere Gratacós ocupó el banquillo desde 2005 hasta 2008. Después ocupó su puesto Johan Cruyff, que permaneció en el cargo hasta enero de 2013. Su reemplazante fue Gerard López, técnico que actualmente dirige al equipo.
| Periodo     | Entrenador (es)                     | PJ | G | E | P |
| ----------- | ----------------------------------- | -- | - | - | - |
| 1911 - 1912 | Raine Gibson                        |    |   |   |   |
| 1932 - 1936 | Josep Torrents                      |    |   |   |   |
| 1937        | Lluis Blanco                        |    |   |   |   |
| 1941 - 1971 | José L. Lasplazas (*)               |    |   |   |   |
| 1973        | José Santamaría                     | 1  | 1 | 0 | 0 |
| 1976        | José Gonzalvo                       | 1  | 0 | 1 | 0 |
| 1990        | Ladislao Kubala                     | 1  | 0 | 1 | 0 |
| 1993        | Carles Rexach y Josep Maria Fusté   | 1  | 0 | 1 | 0 |
| 1995 - 2004 | Pichi Alonso                        | 11 | 7 | 1 | 3 |
| 2005 - 2008 | Pere Gratacós                       | 5  | 2 | 3 | 1 |
| 2009 - 2013 | Johan Cruyff                        | 4  | 2 | 2 | 0 |
| 2013 - 2014 | Gerard López                        | 2  | 1 | 1 | 0 |
| 2015 - Act. | Gerard López y Sergio González (**) | 3  | 1 | 1 | 1 |

(*) José L. Lasplazas ejercía de seleccionador y generalmente otro técnico dirigía los partidos desde el banquillo.
(**) El partido disputado contra Venezuela el 25 de marzo de 2019 fue dirigido únicamente por Gerard López, puesto que Sergio González no recibió autorización del Real Valladolid para desplazarse al partido.

## Datos de la selección
A lo largo de su historia, Cataluña nunca ha jugado torneos internacionales de carácter oficial como la Copa Mundial de Fútbol o la Eurocopa, debido a que no es una selección reconocida ni por FIFA ni por UEFA. Tampoco forma parte de la NF-Board, que reúne a aquellas selecciones que no están federadas internacionalmente.
El número de partidos reconocido por la Federación Catalana es de 146, aunque algunas publicaciones añaden un mayor número de choques debido a que, en muchas ocasiones, el combinado ha jugado con otros nombres. Por lo tanto, no se sabe con certeza la cifra exacta.
- Primer partido internacional: 0-7 ante Francia el 21 de febrero de 1912, en el Estadio de Colombes (París)[81]
- Selección regional contra la que ha jugado más veces: 12 ocasiones contra Selección Centro (representativa de Castilla)
- Selección nacional contra la que ha jugado más veces: 4 ocasiones contra Brasil
- Mayor goleada a favor: 6-0 ante Jamaica el 25 de mayo de 2022.
- Mayor goleada en contra: 0-7 ante Francia el 21 de febrero de 1912, y ante España el 13 de marzo de 1924

### Otros encuentros
- - Partidos homenaje:
    - 1923 contra el Barça: Homenaje a Hans Gamper.
    - 1936 contra el SK Sidenice: Homenaje a Josep Samitier.
    - 1956 contra el Real Madrid C. F.: Homenaje a los campeones de Europa.[82]
    - 1993 contra una Selección de Extranjeros de la Liga: Homenaje a Kubala.

  - Inauguraciones y efemérides:
    - 1929 contra el Bolton Wanderers: Inauguración del Estadio de Montjuïc.
    - 1957 contra CE Europa: Bodas de Oro del CE Europa.
    - 1960 contra la Selección de Lisboa: Bodas de Oro de la Asociación Lisboeta.

  - Benéficos/donaciones
    - 1921 contra el Barça: Pro-víctimas de la Guerra del Marruecos.
    - 1927 contra el F.C. Swansea: Pro-monumento a Miguel de Cervantes.
    - 1932, 1934, 1935 y 1937 contra diversos equipos: Pro-Mutua Deportiva.
    - 1936 y 1937 contra diversos: Pro-milicias antifascistas y ayuda al frente de Madrid.
    - 1966 contra una Selección de Extranjeros de la Liga: Pro-Radio Nacional de España.
    - 1968 contra el Club de Fútbol Atlante: Pro-Cruz Roja.
    - 1973 contra una Selección del Suroeste de España: Pro-damnificados inundaciones.
    - 1990 contra el Centre d'Esports Sabadell: Pro-víctimas del atentado.

## Palmarés

### Absoluta
- Copa del Príncipe de Asturias (3): 1916, 1924, 1926

#### Amistosos
- Trofeo Catalunya Internacional (3): 2009,[83] 2010 y 2013.

### Amateur
- Copa Regiones de la UEFA (Fase Española) (2): 2012, 2014